# Stenotabanus tenuistria
Stenotabanus tenuistria är en tvåvingeart som beskrevs av David Fairchild 1961. Stenotabanus tenuistria ingår i släktet Stenotabanus och familjen bromsar. Inga underarter finns listade i Catalogue of Life.